# El león de Esparta
El león de Esparta (The 300 Spartans) es una película de 1962 grabada en Cinemascope que representa la batalla de las Termópilas. Se rodó con la cooperación del gobierno griego, que permitió la filmación en el pueblo de Peracora del Peloponeso. Fue protagonizada por Richard Egan como el rey espartano Leónidas, Ralph Richardson como Temístocles de Atenas y David Farrar como el rey persa Jerjes, con Diane Baker como Ellas y Barry Coe como Phylon, que proporcionan el hilo romántico de la película. En la película, una fuerza de guerreros griegos dirigida por 300 espartanos lucha contra un ejército persa de tamaño casi ilimitado. A pesar de las dificultades, los espartanos no huyen o se rinden, aunque ello significa su muerte.
Cuando fue lanzada en 1962, los críticos vieron la película como un comentario sobre la Guerra Fría, ya que se refiere a los Estados griegos independientes como "el único bastión de la libertad que quedaba en el mundo entonces conocido", que se resiste al "imperio esclavizante persa".

## Reparto
- Richard Egan como el rey Leónidas de Esparta.
- Ralph Richardson como Temístocles de Atenas.
- Diane Baker como Ellas, hija de Penteo, relacionada con Phyllon.
- Barry Coe como Phyllon, un espartano enamorado de Ellas.
- David Farrar como el Rey Jerjes de Persia.
- Donald Houston como Hidarnes, líder de los Inmortales.
- Anna Synodinou como la reina Gorgo de Esparta.
- Kieron Moore como Efialtes de Tesalia, agricultor y traidor griego.
- John Crawford como Agathon, espía y soldado espartano.
- Robert Brown como Penteo, el segundo al mando de Leónidas.
- Laurence Naismith, un delegado griego.
- Anne Wakefield como Artemisia, reina de Halicarnaso.
- Ivan Triesault como Demarato, rey exiliado de Esparta.
- Charles Fernley Fawcett como Megistias, sacerdote espartano.
- Michalis Nikolinakos como Myron, un espartano.
- Sandro Giglio como Xenathon, un éforo espartano.
- Dimos Starenios como Samos, un cabrero.
- Anna Raftopoulou como Toris, esposa de Samos.
- Yorgos Moutsios como Demófilo, líder de Tespias.
- Nikos Papakonstantinou como Grellas, un espartano en el campamento de Jerjes.
- John G. Contes como Artovadus, un general persa.
- Marietta Flemotomos como una mujer griega.
- Kostas Baladimas como Mardonio, un general persa.
- Zannino como un civil ateniense.

## Trivia
A pesar de las referencias a la Guerra Fría, la película fue doblada al ruso y se estrenó en la URSS en 1970. Allí la película fue muy popular. Fue vista por 27,1 millones de espectadores El dibujante Frank Miller vio esta película de pequeño y afirmó que «había cambiado el curso de mi vida creativa». Su novela gráfica 300 trata sobre la batalla de las Termópilas, y en 2007, fue adaptada en una exitosa película.